# Eva Lithander
Eva Lithander, född 27 augusti 1807 på Karlbergs slott, Solna socken, Stockholms län, förmodligen död 1830, var en svensk sångerska och pianist.
Hon var dotter till löjtnant Carl Ludvig Lithander och Eva Theresia Berntsson samt tvillingsyster till Caroline Lithander. Tvillingarna blev tillsammans kända som systrarna Lithander eller fröknarna Lithander. Hon och systern var elever till Edmund Passy i pianospel och sång för Carl Magnus Craelius. De började konsertera som barn och gjorde 1821–1824 tillsammans med systern och fadern långa studieresor till Nederländerna, Hamburg, Köpenhamn och Berlin, som delvis bekostades av ledamöter i Kungliga Hovkapellet. Deras uppträdanden i Berlin fick stor uppmärksamhet och uppskattning.